# ハインリヒ・ビーバー

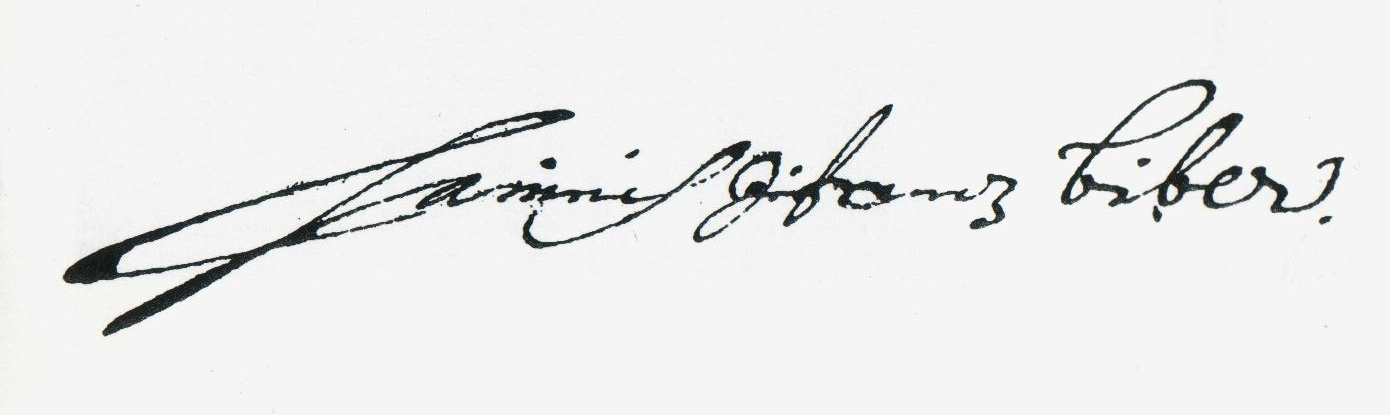
サイン

ハインリヒ・イグナツ・フランツ・フォン・ビーバー（Heinrich Ignaz Franz von Biber、1644年8月12日受洗 - 1704年5月3日）は、オーストリアの作曲家でヴァイオリニスト。代表作に『ロザリオのソナタ』などがある。

## 生涯
北ボヘミア・ヴァルテンベルク（現チェコ領ストラーシュ・ポド・ラルスケム Stráž pod Ralskem）でドイツ系の家庭に生まれた。
1668年から1670年の間、チェコのクロムニェジーシュ城のヴァイオリニストを務めた後、ザルツブルクの宮廷楽団のヴァイオリニストとなり、次いで1684年には、同楽団の宮廷楽長となった。ヴァイオリンの技巧にすぐれ、彼のヴァイオリン作品には当時としてはかなり高度な技術を必要とするものも多い。スコルダトゥーラという調弦を変えて演奏する技巧を多用した。
息子のカール・ハインリヒもザルツブルク宮廷楽団の楽長を務めた作曲家であった。

## 作品
ビーバーの作品目録番号には、音楽学者のエリック・トーマス・チェイフ（Eric Thomas Chafe）による「C番号」が使われている。
- 7声のためのソナタ C 111（1668年）
- 描写的なソナタ イ長調 C 146（1669年）
- 戦闘（バッターリャ）ニ長調 C 61（1673年）

第2曲「マスケット銃兵達の羽目を外した大騒ぎ」は多調で書かれており、モーツァルトの『音楽の冗談』（1787年）などと並んで、多調音楽の最初期の例として知られる。
- ロザリオのソナタ C 90–105（1674年?）
- ソナタ集 祭壇または宮廷用 C 114–137（1676年）
- 8つのヴァイオリンソナタ C 138–145（1681年）
- 技巧的で楽しい合奏音楽（1696年）
- 6声のためのソナタ『農民の行列祈祷式』C 110（1673年）
- 夜警の声を含む5声のセレナード C 75（1673年）
- 53声部のザルツブルク大聖堂祝典ミサ曲（1682年）

オラツィオ・ベネヴォリの作品と伝えられてきたが、最近の研究ではビーバーの作品ではないかと言われている。
- レクイエム ヘ短調 C 8（1692年頃）